# Aspidoglossum interruptum
Aspidoglossum interruptum är en oleanderväxtart som först beskrevs av Ernst Meyer, och fick sitt nu gällande namn av Arthur Allman Bullock. Aspidoglossum interruptum ingår i släktet Aspidoglossum och familjen oleanderväxter. Inga underarter finns listade i Catalogue of Life.